# Manuel de Blas
Manuel de Blas (Badajoz, 14 d'abril de 1941) és un actor espanyol.

## Biografia
Manuel de Blas Muñoz va néixer a Badajoz l'any 1941. Va passar la seva infància a Còrdova i es va traslladar a Madrid per estudiar Ciències Polítiques. Alterna aquests estudis amb els d'interpretació a l'Escola Oficial de Cinematografia, debutant al cinema l'any 1961 amb un petit paper en la pel·lícula Rosa de Lima, de José María Elorrieta.
Ha intervingut en més de 160 pel·lícules, ha donat vida a un sens fi de personatges immortals sobre les taules i en el món de la televisió.
En els anys 60 i 70 el seu treball se centra en les coproduccions i cinema de gènere, i és en els 80 quan es produeix un canvi selectiu que es nota tant en el seu treball teatral com en el cinematogràfic, perquè treballa amb els millors directors espanyols del moment, destacant el seu treball amb Jaime Camino en la pel·lícula Dragon Rapide (1986).
De Blas és un actor de llarg recorregut amb pel·lícules com Juana la loca... de vez en cuando (1983), Redondela (1987), Don Juan en los infiernos (1991), Chevrolet (1997), Goya en Burdeos (1999), Arderás conmigo (2002), La piel de la tierra (2004), Los fantasmas de Goya (2006) o La conjura de El Escorial (2008), amb Jason Isaacs, Jordi Mollà i Juanjo Puigcorbé.
D'igual manera, en televisió ha participat a Estudio 1 (1964-1982), Teresa de Jesús (1984), Los jinetes del alba (1990), ¡Ay, Señor, Señor! (1994-1995), Hospital Central (2001), Padre Coraje (2002), Motivos personales (2005) y Amar en tiempos revueltos (2006), así como en El internado (2007-2010), com Saúl Pérez Sabán "El Viejo", a Cuéntame cómo pasó (2010), en La Duquesa (2010), caracteritzant Jacobo Fitz-James Stuart y Falcó, y en Gran Hotel (2011). En 2013 va participar en la sèrie Gran Reserva. El origen.
Actor forjat en teatre, sempre ha estat intèrpret de la confiança de prestigiosos directors com Víctor García, Miguel Narros, Lluís Pasqual o Eusebio Lázaro. Les seves interpretacions més recordades són Bodas de sangre, Divinas palabras, Seis personajes en busca de un autor o Esperando a Godot.
En 1967 es va casar amb l'actriu Patty Shepard, a la que va conèixer en el rodatge de Cita en Navarra.

## Premis
- Premio Nacional de Teatro (1992)[3]
- Finalista al Premi Ercilla com Millor intèrpret teatral per l'obra La caída de los dioses (2011)

## Teatre
- Los físicos (1965), de Friedrich Dürrenmatt.
- Antígona (1974), de Jean Anouilh.
- Tauromaquia (1975), de Juan Antonio Castro.
- El lindo don Diego (1980), d'Agustín Moreto.[4]
- Lisístrata (1980), d'Aristòfanes.
- La señora Tártara (1980), de Francisco Nieva.
- Fedra (1981), de Séneca.
- Cristóbal Colón (1981), de Alberto Miralles.
- Mariana Pineda (1982), de Federico García Lorca.
- Seis personajes en busca de un autor (1982), de Luigi Pirandello.
- El cementerio de los pájaros (1982), d'Antonio Gala.
- Don Juan Tenorio (1983), de José Zorrilla.
- Fuenteovejuna (1984), de Lope de Vega.
- Final de partida (1984), de Samuel Beckett.
- Woyzeck (1985), de Georg Büchner.
- La última luna menguante (1986), de William M. Hoffman.
- El público (1987), de Federico García Lorca.
- Thriller imposible (1991), d'Ángel García Suárez.[5]
- El sueño de la razón (1994), d'Antonio Buero Vallejo.
- El botín (1997), de Joe Orton.
- Luces de bohemia (1998), de Valle-Inclán.
- El gran teatro del mundo (1998), de Calderon de la Barca.
- El derribo (1998), de Gerardo Malla.
- Galileo (1999), de Bertolt Brecht.
- Odio a Hamlet (1999), de Paul Rudnik.
- Las troyanas (2001), d'Euripides.
- Madrugada (2001), d'Antonio Buero Vallejo.
- Los puentes de Madison  (2002).
- El adefesio (2003), de Rafael Alberti.
- Romance de Lobos (2005), de Ramón Valle-Inclán.
- El sí de las niñas (2007), de Leandro Fernández de Moratín.
- La dama del mar (2008), de Henrik Ibsen, con Ángela Molina.
- Regreso al hogar (2009), de Harold Pinter.
- Tórtolas, crepúsculo y... telón (2010), de Francisco Nieva.
- La caída de los dioses (2011), de Luchino Visconti.[6]
- La venganza de don Mendo (2012), de Pedro Muñoz Seca.
- Salomé (2016), d'Oscar Wilde.

## Filmografía parcial
- Rosa de Lima (1961)
- Los oficios de Cándido (1965)
- El hombre de Marrakech (1966)
- Cita en Navarra (1967)
- Los amores difíciles (1967)
- Los chicos con las chicas (1967)
- Sharon vestida de rojo (1968)
- Las secretarias (1968)
- Cover Girl (1968)
- Cruzada en la mar (1968)
- Abuelo Made in Spain (1969)
- ¿Por qué te engaña tu marido? (1969)
- El coleccionista de cadáveres (1970)
- Los montruos del terror (1970)
- Manos torpes (1970)
- El dinero tiene miedo (1970)
- La chica del Molino Rojo (1973)
- El jorobado de la Morgue (1973)
- Y si no, nos enfadamos (1974)
- Los muertos, la carne y el diablo (1974)
- El blanco, el amarillo y el negro (1975)
- ¡Susana quiere perder... eso! (1977)
- Pepito Piscinas (1978)
- Los viajeros del atardecer (1979)
- Demasiado para Gálvez (1981)
- Juana la loca... de vez en cuando (1983)
- Marbella, un golpe de cinco estrellas (1985)
- Dragon Rapide (1986)
- El Lute: camina o revienta (1987)
- La noche oscura (1989)
- Barcelona lament (1990)
- Don Juan en los infiernos (1991)
- Mujeres a flor de piel (1995)
- Chevrolet (1997)
- Goya en Burdeos (1999)
- Gitano (2000)
- La voz de su amo (2001)
- Padre Coraje (2002)
- Arderás conmigo (2002)
- Piedras (2002)
- La piel de la tierra (2004)
- Un rey en La Habana (2005)
- Goya's Ghosts (2006)
- La conjura de El Escorial (2008)
- Un ajuste de cuentas (2009)
- Dos billetes (2009)
- El ángel de Budapest (2011)
- XP3D (2011)
- Cantiflas (2014)